# هيلين غريس
هيلين غريس (بالإنجليزية: Helen M. Grace)‏ هي مخرجة بريطانية، ولدت في القرن العشرين.